# بوسينة
بوسينة مغنية وممثلة مصرية.

## روابط خارجية
بوسينة على موقع ميوزك برينز (الإنجليزية)
- بوسينة على موقع ديسكوغز (الإنجليزية)